# Diensdorf-Radlow
Diensdorf-Radlow – gmina w Niemczech, w kraju związkowym Brandenburgia, w powiecie Oder-Spree, wchodzi w skład Związku Gmin Scharmützelsee.